# Ерккі Сеппянен
Ерккі Сеппянен (фін. Erkki Seppänen, народився 4 червня 1979 в Оулу) — фінський рок-співак, вокаліст російськомовного гурту Kypck.

## Біографія
Починав свою кар'єру у складі панк-рок гурту «Tuiran Miliisi», пізніше став учасником англомовного павер-метал-гурту «Dreamtale».
У 2003 році закінчив Оксфордський університет (факультет лінгвістики), продовжуючи паралельно вивчати англійську. Потім вступив до Петербурзького університету, де вивчав російську мову. Прожив у Санкт-Петербурзі два з половиною роки та працював у московському посольстві. Зараз є паралельно викладачем російської мови в університеті Тампере.
Тексти пісень гурту Kypck пише російською мовою, в альбомі Черно також присутній їх переклад на англійську мову.
Брат Ерккі — Алан — виступає в його ж колишньому гурті Tuiran Miliisi.

## Дискографія

### Студійні альбоми
- Tuiran Miliisi: Ensimmäinen huomautus roskaväelle (2007)
- Kypck: Черно (2008)
- Dreamtale: Phoenix (2008)
- Tuiran Miliisi: Realismin kauneus (2009)
- Kypck: Ниже (2011)
- Dreamtale: Epsilon (2011)